# Tii
Chansons représentant l'Estonie au Concours Eurovision de la chanson
Eighties Coming Back
(2003) Let's Get Loud
(2005)
Tii est la chanson représentant l'Estonie au Concours Eurovision de la chanson 2004. Elle est interprétée par le groupe Neiokõsõ.

## Eurovision
Le diffuseur Eesti Televisioon organise la sélection de la chanson estonienne. 153 chansons sont déposées à l'automne. Un jury de dix membres  sélectionne dix chansons pour la finale, une émission de télévision le 7 février 2004. Le télévote choisit Tii.
La chanson est d'abord présentée lors de la demi-finale le mercredi 12 mai 2004. La chanson est la dix-septième de la soirée, suivant Stay Forever interprétée par Platin pour la Slovénie et précédant You Are the Only One interprétée par Ivan Mikulić pour la Croatie.
À la fin des votes, la chanson obtient 57 points et finit à la onzième place sur vingt-deux participants. Elle ne fait partie des dix premières chansons qui sont sélectionnées pour la finale.

### Points attribués à l'Estonie
| 12 points                       | 10 points           | 8 points                                               | 7 points                                                           | 6 points               |
| ------------------------------- | ------------------- | ------------------------------------------------------ | ------------------------------------------------------------------ | ---------------------- |
|                                 |                     |                                                        | - Pologne                                                          | - Malte                |
| 5 points                        | 4 points            | 3 points                                               | 2 points                                                           | 1 point                |
| - Albanie - Portugal - Roumanie | - Espagne - Turquie | - Andorre - Biélorussie - Grèce - Serbie-et-Monténégro | - Belgique - Chypre - Danemark - Finlande - Pays-Bas - Royaume-Uni | - Allemagne - Autriche |